# Ancho métrico
La vía de ancho métrico (tal como indica su denominación, con un ancho de 1000 mm (3' 32/5") o 1 metro), es uno de los tipos de vía más utilizados en todo el mundo, habiéndose convertido en el estándar de los ferrocarriles de vía estrecha de numerosos países.
Las redes ferroviarias de ancho métrico marcaron una formidable presencia en América del Sur, en el África francófona, y también en el sudeste de Asia. En Europa se han ido cerrando paulatinamente muchas de estas líneas, pero países como Suiza o España todavía conservan redes de ancho métrico de longitud considerable.

## Historia
Los ferrocarriles de vía estrecha modernos comenzaron a desarrollarse en la década de 1860, con la construcción de las primeras líneas de 1067 mm (3' 6") en Noruega, diseñadas por el ingeniero Carl Abraham Pihl. Este ancho de vía, antecedente inmediato del métrico, se extendió por numerosos países del mundo de la mano de compañías mineras británicas. Así, por ejemplo, en 1867 se inauguró en España la línea de 1.067 mm que llegaba a San Juan del Puerto, en la provincia de Huelva, y este mismo ancho se implantó en diversas colonias británicas de África (desde Sudáfrica, donde acabaría siendo conocido como ancho del Cabo, hasta Sudán) y del sudeste asiático, donde aún conserva una presencia destacada.
Como alternativa al ancho británico, en Francia se desarrolló un patrón propio de 1.000 mm para ferrocarriles de vía estrecha, que fue establecido por ley en 1880.
Esta circunstancia propició la consolidación del ancho métrico (1.000 mm), que fue exportado a las colonias francesas en el centro de África (desde Senegal hasta Costa de Marfil), así como a Madagascar e Indochina, regiones donde aún hoy es el sistema predominante. Alemania adoptó igualmente el ancho métrico en sus colonias africanas, como Camerún y Tanzania, siguiendo el modelo francés. De hecho, la elección entre uno u otro sistema (1.000 mm o 1.067 mm) era todavía un tema de debate técnico en España a finales de la década de 1880.
Finalmente, la influencia financiera de Francia en Europa continental y en América del Sur —especialmente en Argentina, donde operaban varias compañías ferroviarias de capital francés— favoreció la implantación generalizada del ancho de 1000 mm (3' 32/5") en los ferrocarriles secundarios o económicos de ambas regiones.
En España, el primer tramo de vía métrica data de 1853, con la construcción de una línea de 14,7 km entre Carcagente y Alcira, si bien fue inicialmente explotada mediante tiro de caballos. A finales de 1889, ya existían más de 600 km de ferrocarriles de vía estrecha en funcionamiento (casi todos de ancho métrico), y se preveía que la red alcanzase los 1.300 km poco después.
En la actualidad, subsisten extensas redes de ancho métrico en países como Suiza, en el norte de España y en numerosos tranvías urbanos europeos. No obstante, muchas de las líneas construidas en Francia, Alemania o Bélgica fueron desmanteladas durante el transcurso del siglo XX. Con la reactivación del transporte ferroviario urbano, numerosos metros ligeros han adoptado este ancho, aunque en otras ciudades se ha optado por el ancho internacional (1.435 mm).

## Características
Al igual que otros sistemas de ferrocarril de vía estrecha, el ancho métrico se considera más económico que el ancho estándar (1435 mm), tanto en su construcción como en su mantenimiento. Esto se debe principalmente al uso de materiales más ligeros y a unas exigencias de infraestructura más reducidas.
Sus ventajas, aunque presenta limitaciones en cuanto a velocidad máxima y capacidad de carga respecto al ancho estándar, son significativas, especialmente en terrenos difíciles o zonas de baja densidad de población:
- Ocupa una menor superficie de terreno.
- Permite radios de curva más cerrados, lo que facilita su adaptación a orografías complejas.
- Requiere menos viaductos, túneles y grandes obras de fábrica, al poder diseñarse con secciones transversales menores.
- Los costes de expropiación, movimientos de tierra y señalización suelen ser también más reducidos.
- La anchura de vía más estrecha facilita su trazado en entornos urbanos o rurales con espacio limitado.

Estas características hicieron del ancho métrico una opción habitual en líneas secundarias, ferrocarriles de montaña, redes tranviarias, sistemas de transporte insular y ferrocarriles económicos o de interés local.

## Uso
El ancho métrico se emplea en aproximadamente 95 000 kilómetros (59 000 mi) de vías férreas en todo el mundo. En algunas estadísticas internacionales, es habitual que se asimilen a la vía métrica otros anchos similares, como el de 1067 mm, conocido como ancho del Cabo, de origen británico, ampliamente extendido en África, Asia y Oceanía.
Combinando ambos tipos de vía (1000 mm y 1067 mm), las denominadas «vías de ancho métrico o similar» alcanzaban, a finales del XX, una longitud estimada de más de 224 000 kilómetros, lo que representaba en torno al 20 % del total de la red ferroviaria mundial en esa época.
Este tipo de vía es especialmente común en regiones montañosas, zonas con baja densidad de población, antiguas colonias europeas y en líneas de carácter turístico, urbano o insular. Países como Suiza, España, India, Tailandia, Vietnam, Brasil, Argentina, Túnez o Indonesia mantienen redes significativas de ferrocarril en ancho métrico.

## Galería

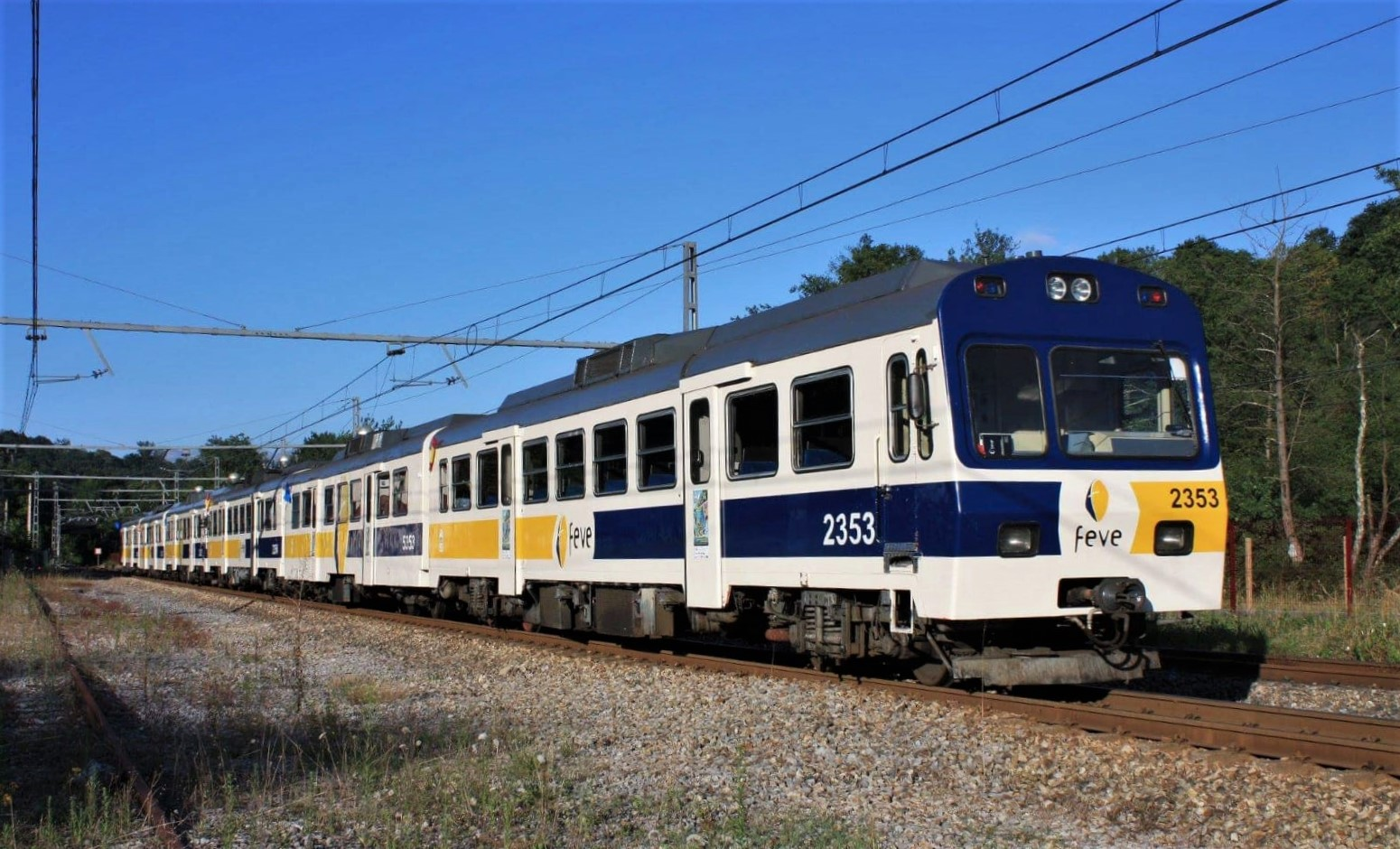
Unidades de la serie 2350 de FEVE en la estación de Carancos, Asturias (España).
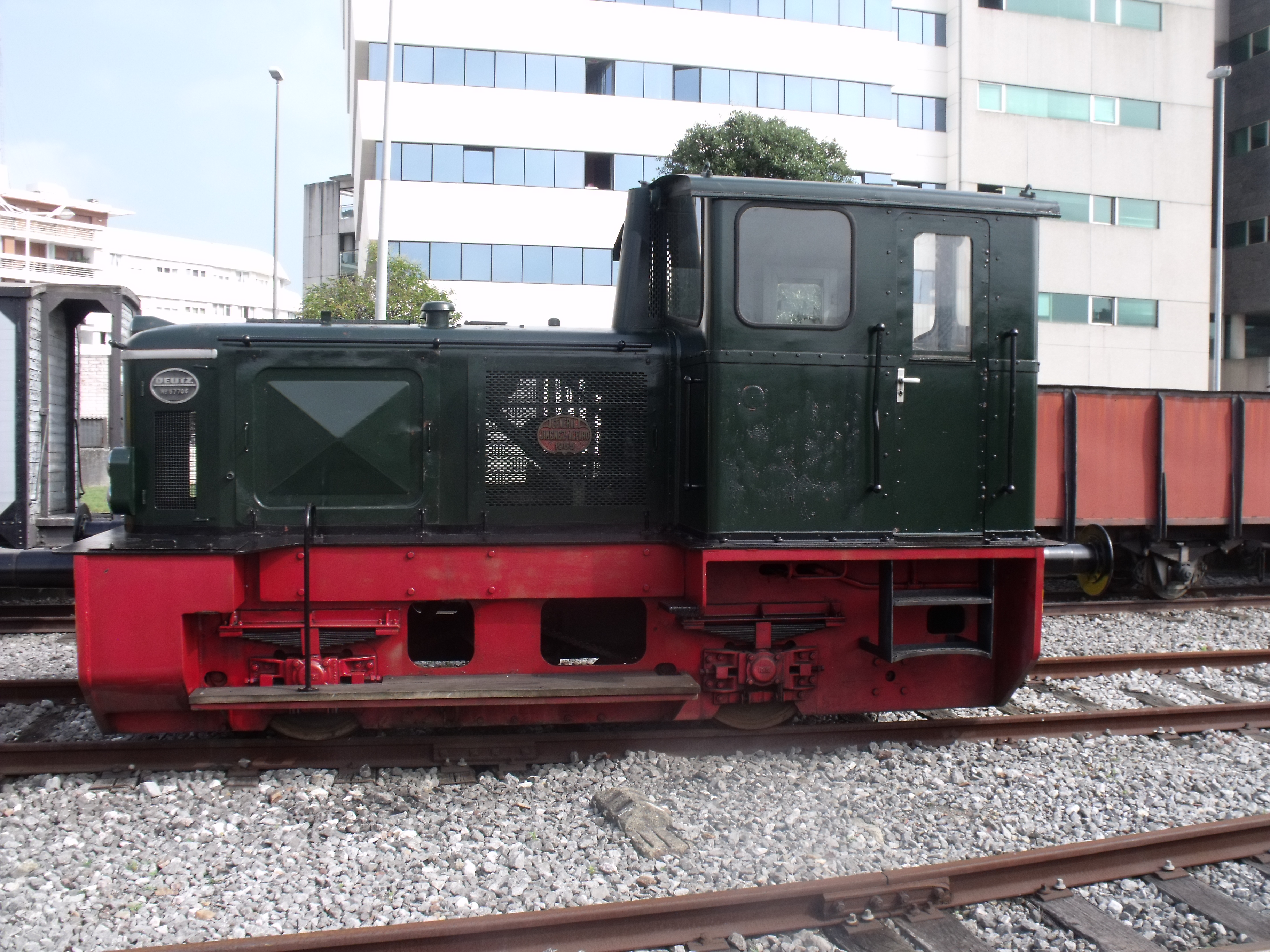
Locomotora Deutz B DH Gral. Jiménez Alfaro preservada en el Museo del Ferrocarril de Asturias, Gijón.
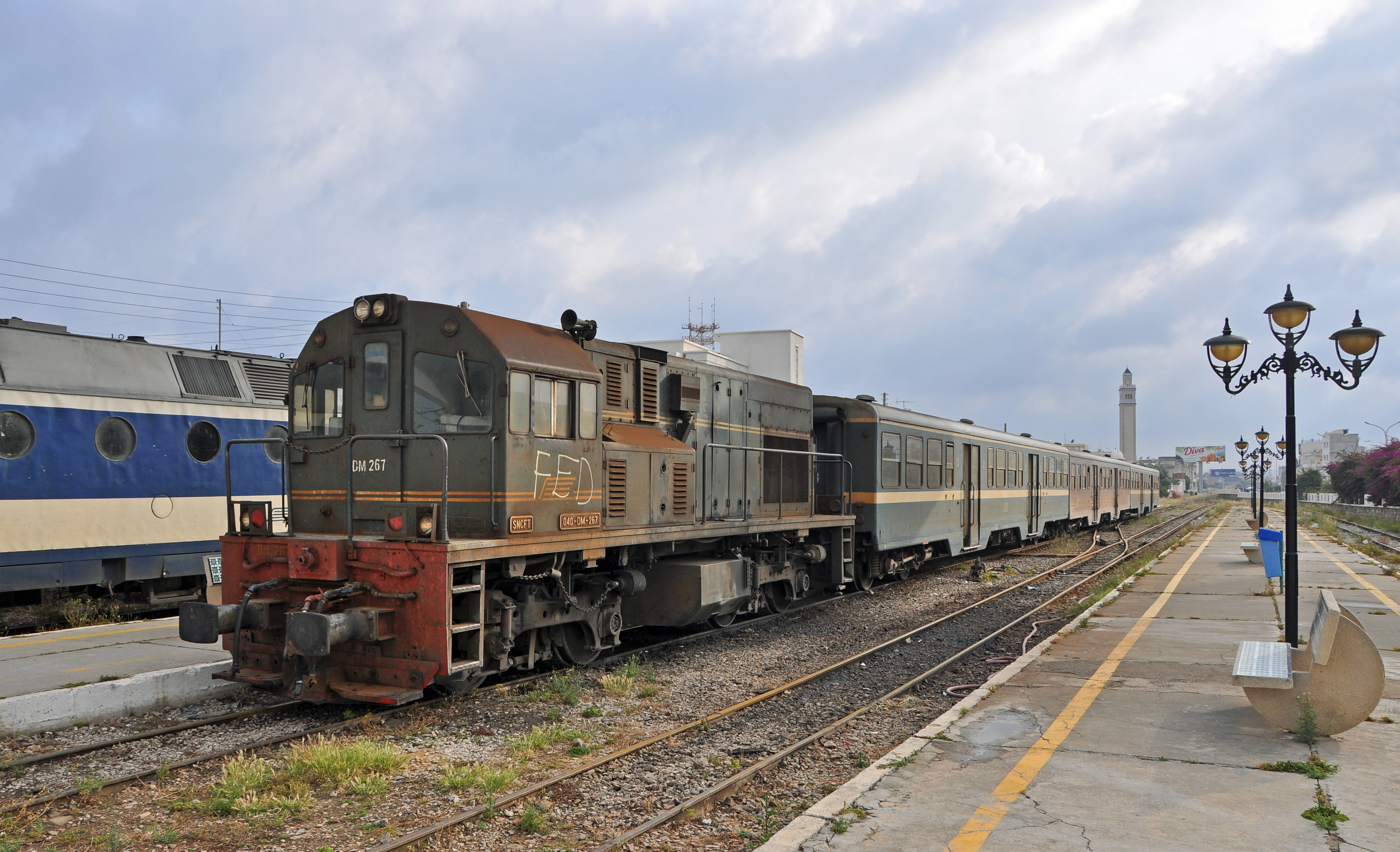
Tren de la SNCFT en la estación de Nabeul (Túnez), perteneciente a la red de vía métrica de Cap Bon.
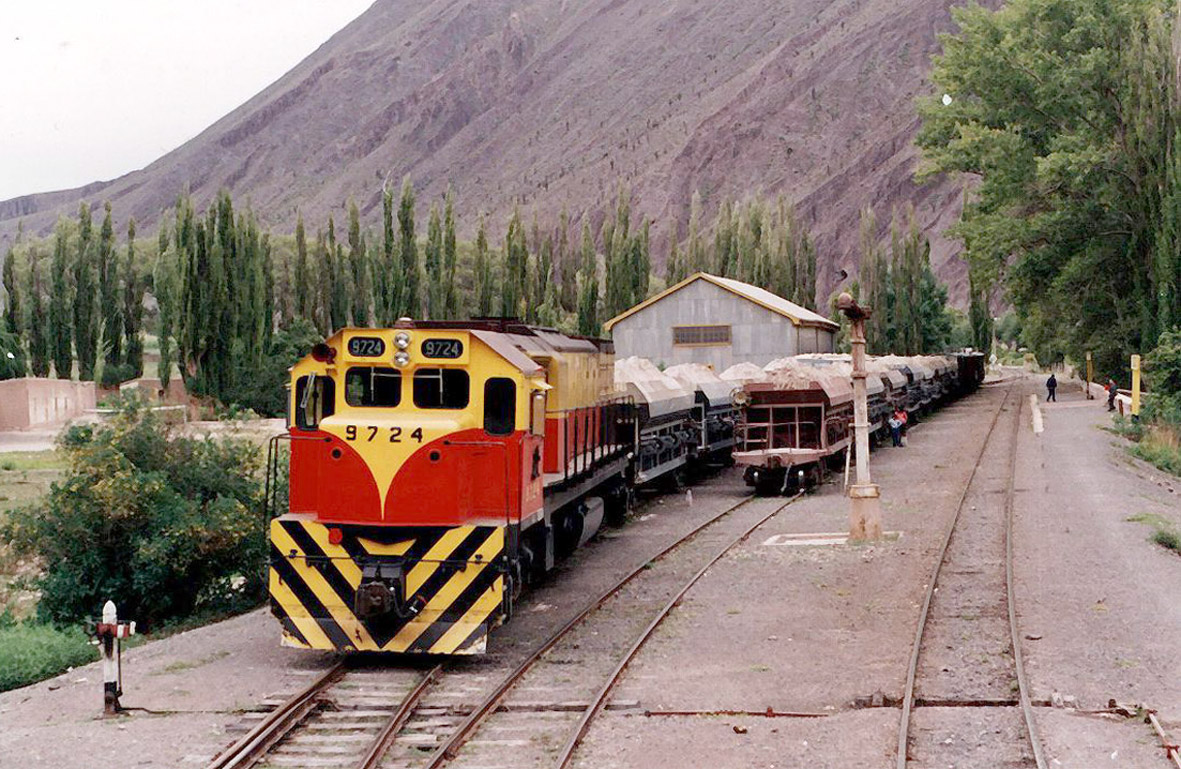
Locomotora EMD GT22CU del Ferrocarril General Belgrano en la estación Ingeniero Maury, provincia de Salta (Argentina).

## Instalaciones
| País/Territorio                 | Ferrocarril |
| ------------------------------- | --- |
| Argentina                       | 11 080 km (6880 mi) Ferrocarril General Belgrano |
| Austria                         | - Tranvía de Innsbruck (operativo) - Tranvía de Gmunden (operativo) - Tren Ligero de Stubaital (operativo) - Teleférico de Achen (operativo) |
| Bangladés                       | 1830 km (1140 mi), de los cuales 365 km (227 mi) son vías de ancho mixto con 1676 mm (5' 6") |
| Bélgica                         | - Tranvía de Charleroi (operativo) - Tranvía de Amberes (operativo) - Tranvía de Gante (operativo) - De Lijn (operativo) - Tranvía costero belga (operativo) |
| Benín                           | Red Ferroviaria Nacional, 578 km (359 mi) |
| Bolivia                         | Red Ferroviaria Nacional, 3600 km (2240 mi) |
| Brasil                          | 23 489 km (14 595 mi) - Varios ferrocarriles de carga, incluida la Línea E.F Vitoria-Minas (operativo) - Metro de Fortaleza (operativo) - Metro de Teresina (operativo) |
| Bulgaria                        | - Tranvías de Sofía (excepto tres líneas en ancho estándar) (operativo) |
| Burkina Faso                    | - Ferrocarril Abiyán–Burkina Faso (operativo) |
| Burma                           | 3200 kilómetros (1990 mi) de los Ferrocarriles de Birmania, excepto unos 160 kilómetros (99 mi) de ferrocarriles de montaña |
| Camboya                         | 612 km (380 mi) |
| Camerún                         | 1104 km (686 mi) |
| Chile                           | 2923 km (1816 mi) Empresa de los Ferrocarriles del Estado (Ferronor), Ferrocarril de Antofagasta a Bolivia, Ferrocarril Arica-La Paz. |
| China                           | - Ferrocarril de Kunhe (originalmente Ferrocarril Yunnan-Vietnam) (operativo) |
| Croacia                         | - Tranvía de Zagreb (operativo) - Tranvía de Osijek (operativo) |
| República Checa                 | Al igual que otras ciudades de los Sudetes, el tranvía de Liberec tenía ancho métrico en el pasado. Sin embargo, las líneas del centro de la ciudad han sido reconstruidas en ancho estándar y la única línea que todavía queda en 1000 mm es el tramo de 13 km (8,1 mi) de la Línea de tranvía entre Liberec y Jablonec que conecta la ciudad con Jablonec nad Nisou. |
| República Democrática del Congo | Varios ferrocarriles de ancho métrico |
| Dinamarca                       | - Algunos trenes locales. Solo se mantiene uno, pero convertido al ancho estándar - Tranvía de Århus (cerrado), Museo del Tranvía Danés |
| Egipto                          | - Tranvías del Gran Cairo (operativos) |
| España                          | - Líneas de Renfe Cercanías AM y Euskotren en el norte de España. (operativo) - Línea 8 del Metro de Barcelona; líneas suburbanas S4, S8, R5 y R6 de los Ferrocarriles de la Generalidad de Cataluña (operativo) - Metro de Bilbao (operativo) - Línea C-9 de las Cercanías de Madrid (Cercedilla-Cotos) (operativo) - Ferrocarriles de la Generalidad Valenciana, Metro de Valencia y TRAM Metropolitano de Alicante (operativos) - Ponfeblino (abandonado en 2012, en proyecto de reconversión turística) - Servicios Ferroviarios de Mallorca, incluido el Metro de Palma de Mallorca (operativo) - Línea Cartagena-Los Nietos (operativo) |
| Finlandia                       | - Tranvía de Helsinki (operativo) |
| Francia                         | Históricamente utilizado en muchos ferrocarriles locales y regionales, de los cuales solo quedan algunos - Línea Saint-Gervais-Vallorcine y Villefranche-Vernet-les-Bains–La Tour-de-Carol (operativo) - Salbris–Luçay-le-Mâle (operativo) - Ferrocarriles de la Provenza (Train des pignes) (operativo) - Ferrocarriles de la Corse; Ferrocarril de La Mure (operativos) - Tren cremallera del Puy de Dôme (operativo) - Tranvía de Lille (operativo) - Tranvía de Saint-Etienne (operativo) - Ferrocarril de Finistère (operativo) - Ferrocarril de la Bahía del Somme (operativo)                                                          |
| Alemania                        | - Ferrocarriles de vía estrecha de Harzer - Ferrocarril Bábaro del Zugspitze (operativo) |
| Grecia                          | La red ferroviaria de ancho métrico del Peloponeso fue la más extensa de su clase en Europa, pero ahora está parcialmente abandonada. Solamente el Ferrocarril de Patras, en el área metropolitana de Patras, y el tren turístico Olimpia-Katakolo la utilizan |
| India                           | - Ferrocarril de las montañas Nilgiri (operativo) |
| Irak                            | Ferrocarriles de Mesopotamia |
| Israel                          | Secciones del ferrocarril de ancho 1000 mm (3' 32/5"), reconvertidos al ancho de 1050 mm (3' 5,30") o al ancho estándar |
| Italia                          | - Ferrocarril Trento-Malè-Marilleva, propiedad de Trentino Trasporti (operativo) - Ferrocarril Génova-Casella (operativo) - Ferrocarril Domodossola-Locarno (operativo) - Tranvía Trieste-Opicina (operativo) - Tren Ligero de Rittner (Tranvía del Renon) (operativo) - Ferrocarril de la cantera de mármol de Laas-Lasa (operativo) - Línea del Bernina (cruza a Suiza) (reconocimiento como Patrimonio de la Humanidad compartido con la Línea del Albula en Suiza) (operativo) |
| Costa de Marfil                 | - Ferrocarril Abiyán–Burkina Faso (operativo) |
| Kenya                           | Lunatic Express operado por los Ferrocarriles de Kenia. Ancho métrico desde la estación de Nairobi hasta el centro de la ciudad (operativo) |
| Laos                            | Una extensión de 3,5 km del Ferrocarril del EStado de Tailandia que atraviesa la frontera de Laos |
| Letonia                         | - Tranvía de Liepāja (operativo) |
| Madagascar                      | 875 km (544 mi). Dos sistemas aislados operados por Madarail |
| Malasia                         | Ferrocarril Malayo y Ferrocarril del Estado de Sabah |
| Malí                            | 1287 km (800 mi) Ferrocarril Dakar-Níger |
| Malta                           | Ferrocarril de Malta |
| Marruecos                       | Varios ferrocarriles industriales en el antiguo Marruecos español |
| Nueva Zelanda                   | - Tranvía de tracción por cable de Wellington (operativo) |
| Noruega                         | - Línea de Thamshavn (operativa) - Tranvía de Trondheim (operativo) |
| Pakistán                        | - Ferrocarril Mirpur Khas-Nawabshah (desaparecido) - Una sección del Ramal de la Línea Hyderabad-Khokhrapar (convertido a vía ancha) |
| Polonia                         | - Tranvías de Lodz (incluidas líneas suburbanas) (operativos) - Tranvías de Bydgoszcz (operativos - Toruń (conexión planificada) (operativo) - Grudziądz (operativo) - Elbląg (operativo) |
| Portugal                        | Varias líneas de derivación principalmente montañosas, en su mayoría abandonadas en la década de 1990, que nunca estuvieron completamente interconectadas, enlazadas a la red de REFER por medio de estaciones compartidas y algunos tramos de vía de ancho mixto. El Metro Ligero de Mirandela y la Línea del Vouga permanecen en uso. Otras redes métricas incluyen el Ferrocarril de cremallera de Funchal (cerrado en 1943), los Tranvías de Coímbra (cerrados en 1980) y los Tranvías de Sintra. |
| Rumanía                         | - Tranvía de Arad (operativo) - Tranvía de Iaşi (operativo) - Tranvía de Sibiu (operativo) - Tranvía de Galați, transformado al ancho estándar en 1975 |
| Rusia                           | - Tranvía de Kaliningrado (operativo) - Tranvía de Piatigorsk (operativo) |
| Senegal                         | Ferrocarril Dakar-Níger – 1287 km (800 mi) |
| Serbia                          | - Tranvía de Belgrado (operativo) |
| Singapur                        | Extensión en Singapur del Ferrocarril de Malaya |
| Eslovaquia                      | - Tranvías de Bratislava (operativo) - Ferrocarril Eléctrico del Tatra "(Tatranské elektrické železnice)", un ferrocarril de montaña con cremallera en el Alto Tatra (operativo) - Ferrocarril Histórico Infantil de Košice en Košice (operativo) |
| Suecia                          | Funicular de Skansens (operativo) |
| Suiza                           | Numerosos trenes de cercanías, de montaña, de cremallera, de larga distancia y tranvías - Línea del Albula (operativa) - Línea del Bernina (cruza a Italia) (reconocimiento compartido como patrimonio de la Humanidad) (operativo) |
| Tanzania                        | Ferrocarriles de Tanzania; alrededor de 2600 km (1620 mi) (cambiador de ancho con 3 pies 6 plg (1067 mm) Ferrocarril TAZARA) |
| Tailandia                       | Ferrocarril Estatal de Tailandia, 4346 km (2700 mi). |
| Togo                            | 568 km (353 mi). |
| Túnez                           | 1674 km (1040 mi) usada conjuntamente en ancho estándar a lo largo de (471 km (293 mi)) |
| Turquía                         | - Tranvías de Bursa. Línea T3 (operativo) - Tranvía de Eskişehir (operativo) - Tranvías históricos de Estambul (operativos) |
| Uganda                          | Lunatic Express operado por los Ferrocarriles de Uganda |
| Ucrania                         | - Tranvías de Lviv (operativos) - Tranvía de Vínnitsa (operativo) - Tranvía de Zhytomyr (operativo) |
| Reino Unido                     | - Tranvía de Waltham Iron Ore - Tranvía de Wellingborough - Ferrocarril Ligero de Davington - Tranvía de Crich (posiblemente el primer ferrocarril de ancho métrico del mundo) - Tranvías de Butts, Extensión de Butts, Lindal Moor y Eure Pits (grupo de líneas de las minas de hierro cerca de Dalton-in-Furness, Cumbria, construidas en 1849-1862) |
| Estados Unidos                  | - Ferrocarril de la Compañía Sierra Lumber. Ferrocarril de ancho métrico construido en 1881 en Lyonsville (California), atravesando un bosque de secuoias. Utilizaba tres locomotoras y funcionó hasta 1907. - Orient Express (localizado en Six Flags Magic Mountain) (Ferrocarril de 3 pies (914 mm) denominado "Grand Centennial Excursion" y ferrocarril de 2 pies (610 mm) denominado "99 Steam Train") (operativos) - Tranvía Rojo (localizado en el Disney California Adventure Park) (operativo) |
| Vietnam                         | Ferrocarriles de Vietnam y Ferrocarril KunHe |